# Ботсвано-израильские отношения
Израиль и Ботсвана имеют официальные дипломатические отношения, несмотря на то, что ни одна из стран не имеет консульства или посольства в другой. Тем не менее оба государства подписали соглашения о сотрудничестве на правительственном уровне. Также существует активность в частном секторе двух стран.

## Установление дипломатических отношений
Оба государства установили дипломатические связи в 1993 году после того, как Израиль и ООП подписали Соглашения в Осло. В феврале 2012 года Дан Шахам-бен-Хаюн представил Ботсване свои данные как официального израильского дипломата. Однако, в настоящее время, он работает в Намибии.
28 ноября 2017 года Нетаньяху посетил Кению для участия в церемонии инаугурации переизбранного президента Ухуру Кениаты. В рамках визита в Кению Нетаньяху встретился с президентом Ботсваны и обсудил развитие двусторонних отношений.

## Экономические связи
Шесть фирм, у которых главный офис находится в Израиле, работали в Ботсване Gaborone Diamond District, предоставляя рабочие места примерно 1000 граждан этой страны.

## Образование
В декабре 2012 года Университет им. Бен-Гуриона (BGU) согласился содействовать образованию нового института, названного Ботсванский международный университет науки и технологии. BGU будет ответственным за учебный процесс, а также за строительство университетских корпусов для проведения исследований. Африканские студенты будут также приглашены в Израиль для завершения своего образования перед возвращением домой для строительства кампуса университета. Согласно израильскому послу Дану Шахаму, «примерно 250 будут выбраны для начала обучения в ближайшие месяцы. Больше студентов и ещё больше предметов будут добавлены в процессе до тех пор, пока учебный центр не станет настоящим университетом».

## Вода
Ботсвана борется с серьезной проблемой — дезертификацией. Израиль предложил ей модель борьбы с этой проблемой, основанную на технологических разработках в сфере сельского хозяйства и опреснения воды.